# Jhonas Enroth
Jhonas Erik Enroth (* 25. června 1988, Stockholm, Švédsko) je švédský hokejový brankář hrající v týmu Örebro HK v SHL.

## Kariéra
Enroth byl 24. června 2006 vybrán jako druhý výběr Buffala Sabres na celkově 46. místě draftu NHL 2006. V roce 2007 byl nominován na cenu pro nejlepšího nováčka švédské ligy Elitserien, ale trofej nakonec získal brankář Daniel Larsson. Sezónu 2007–08 Enroth zakončil jako nejlepší brankář v procentuální úspěšnosti chycených střel a v nejnižším průměru obdržených branek na zápas v lize Elitserien. Před sezónou 2008–09 odešel hrát do zámoří, kde začínal na farmě Buffala Sabres v týmu Portland Pirates, odkud byl poprvé povolán do NHL 22. února 2009, ale do zápasu NHL nenastoupil. Sezónu 2009–10 začal opět v Portlandu, odkud byl k Sabres povolán 4. listopadu 2009 a v NHL debutoval 7. listopadu 2009 při porážce s Boston Bruins, ve kterém obdržel čtyři góly. Další šanci v NHL dostal až rok po předchozí zkušenosti, když 3. listopadu 2010 obdržel během dvaceti minut tři góly z dvanácti střel a jeho tým opět prohrál s Boston Bruins. Své první vítězství vychytal 6. listopadu 2010 proti Torontu Maple Leafs. Druhý vítězný zápas si připsal 10. listopadu 2010 proti New Jersey Devils a třetí 15. února 2011 proti Montrealu Canadiens. Všechny z jeho prvních tří vítězných zápasů byly rozhodnuty v samostatných nájezdech a byl tak prvním brankářem, který odchytal svá první tři vítězné zápasy v NHL v samostatných nájezdech. Své první čisté konto vychytal 30. března 2011 proti New York Rangers, proti kterým chytil všech 23 střel. Za první dubnový týden 2011 byl vyhlášen jednou ze tří hvězd týdne NHL.

## Úspěchy

### Týmové úspěchy
- Bronz na MS do 18 let – 2005
- Stříbro na MSJ – 2008
- Šampion v TV-Pucken – 2003–04, 2004–05
- Zlato na Mistrovství světa v ledním hokeji 2013
- Stříbro na Zimních olympijských hrách 2014

## Statistiky

### Statistiky v základní části
| 2007–08            | Södertälje SK       | Elitserien         | 27  | 2.13 | 93,2 |    |    | 56  | 764  | 2 | 1578 |
| 2008–09            | Portland Pirates    | AHL                | 58  | 2.75 | 91,4 | 26 | 23 | 157 | 1676 | 3 | 3424 |
| 2009–10            | Buffalo Sabres      | NHL                | 1   | 4.14 | 89,2 | 0  | 1  | 4   | 33   | 0 | 58   |
| 2009–10            | Portland Pirates    | AHL                | 48  | 2.37 | 91,9 | 28 | 18 | 110 | 1240 | 5 | 2781 |
| 2010–11            | Buffalo Sabres      | NHL                | 14  | 2.73 | 90,7 | 9  | 2  | 35  | 342  | 1 | 769  |
| 2010–11            | Portland Pirates    | AHL                | 41  | 2.78 | 91,2 | 20 | 17 | 111 | 1148 | 0 | 2393 |
| 2011–12            | Buffalo Sabres      | NHL                | 26  | 2.70 | 91,7 | 8  | 11 | 63  | 693  | 1 | 1399 |
| 2012–13            | Buffalo Sabres      | NHL                | 12  | 2.60 | 91,9 | 4  | 4  | 27  | 305  | 1 | 623  |
| 2013–14            | Buffalo Sabres      | NHL                | 28  | 2.82 | 91,1 | 4  | 17 | 74  | 760  | 0 | 1574 |
| 2014–15            | Buffalo Sabres      | NHL                | 37  | 3.27 | 90,3 | 13 | 21 | 120 | 1117 | 1 | 2204 |
| 2014–15            | Dallas Stars        | NHL                | 13  | 2.38 | 90,6 | 5  | 5  | 25  | 242  | 1 | 630  |
| 2015–16            | Los Angeles Kings   | NHL                | 16  | 2.17 | 92,2 | 7  | 5  | 31  | 367  | 2 | 856  |
| 2016–17            | Toronto Maple Leafs | NHL                |     |      |      |    |    |     |      |   |      |
| 2016–17            | Toronto Marlies     | AHL                |     |      |      |    |    |     |      |   |      |
| 2016–17            | San Diego Gulls     | AHL                |     |      |      |    |    |     |      |   |      |
| 2017–18            | HK Dynamo Minsk     | KHL                |     |      |      |    |    |     |      |   |      |
| 2018–19            | HK Dynamo Minsk     | KHL                |     |      |      |    |    |     |      |   |      |
| 2019–20            | HK Dynamo Minsk     | KHL                |     |      |      |    |    |     |      |   |      |
| NHL celkově        | NHL celkově         | NHL celkově        | 147 | 2.80 | 91,1 | 50 | 66 | 379 | 3859 | 7 | 8113 |
| AHL celkově        | AHL celkově         | AHL celkově        | 147 | 2.64 | 91,5 | 74 | 58 | 378 | 4064 | 8 | 8598 |
| Elitserien celkově | Elitserien celkově  | Elitserien celkově | 27  | 2.13 | 93,2 |    |    | 56  | 764  | 2 | 1578 |

### Statistiky v play off
| 2008–09     | Portland Pirates | AHL         | 5 | 2.27 | 94,0 | 1 | 4 | 10 | 157 | 1 | 264 |
| 2010–11     | Buffalo Sabres   | NHL         | 1 | 3.53 | 87,5 | 0 | 0 | 1  | 7   | 0 | 17  |
| 2010–11     | Portland Pirates | AHL         | 4 | 2.77 | 91,2 | 1 | 2 | 10 | 104 | 0 | 217 |
| NHL celkově | NHL celkově      | NHL celkově | 1 | 3.53 | 87,5 | 0 | 0 | 1  | 7   | 0 | 17  |
| AHL celkově | AHL celkově      | AHL celkově | 9 | 2.49 | 92,9 | 2 | 6 | 20 | 261 | 1 | 481 |